# Carbonato de amonio
El Carbonato de amonio o Carbonato amónico es una sal con la fórmula química (NH4)2CO3. Actualmente se comercializa como mezcla de compuestos que contiene esta sal a su vez de otras  del tipo amónico-carbónicas con el mismo contenido de amonia tales como el carbamato de amonio (NH2CO3NH4) y el bicarbonato de amonio (NH4)HCO3.

## Usos
Ha sido y sigue siendo, en algunos casos, utilizado como levadura química en polvos para hornear, para leudar la masa, de manera análoga al bicarbonato de sodio. Sin embargo en general se ha dejado de emplear debido al mal olor del amoniaco gaseoso desprendido, que puede permanecer ocluido en la masa y se ha sustituido por el bicarbonato de sodio. También se emplea en el curtido de algunas pieles, la tinción de algunos tejidos, como medicamento o como componente de sales aromáticas, y como aditivo para la regulación de acidez en la industria agroalimentaria bajo el código E503.

## Producción
El carbonato de amonio se sintetiza mediante la combinación de amoniaco y dióxido de carbono en medio acuoso refrigerado mediante la reacción:
2NH3 + H2O + CO2 → (NH4)2CO3
Otra vía para su síntesis es mediante la combinación de carbonato cálcico con sulfato amónico:
(NH4)2SO4 + CaCO3 → (NH4)2CO3 + CaSO4

## Química
El carbonato amónico se descompone espontáneamente en bicarbonato de amonio y amoniaco:
(NH4)2CO3 → (NH4)HCO3 + NH3 (g)